# Tmesibasis waelbroecki
Tmesibasis waelbroecki is een insect uit de familie van de vlinderhaften (Ascalaphidae), die tot de orde netvleugeligen (Neuroptera) behoort. 
Tmesibasis waelbroecki is voor het eerst wetenschappelijk beschreven door Van der Weele in 1909.